# 吴仕宏
吴仕宏（1918年—2005年），男，四川通江人，中华人民共和国军事人物，中国人民解放军少将，曾任南京军区副司令员。